# جائزة ماري فيكتورين

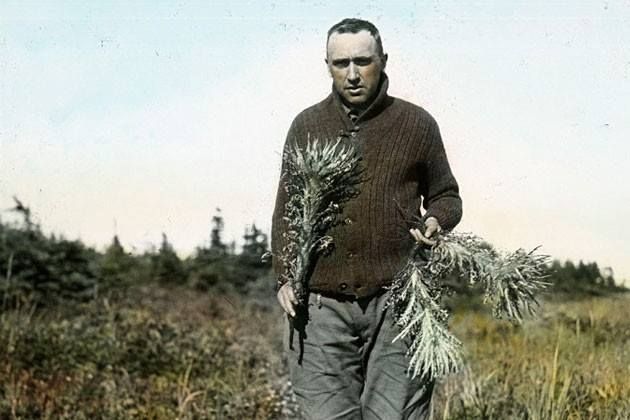
الأخ ماري فيكتورين عام 1928

جائزة ماري فيكتورين هي جائزة من الحكومة المحلية لكيبيك ، والتي «تمنح للباحثين في العلوم البحتة والتطبيقية الذين يكمن عملهم في مجالات خارج الطب الحيوي. وتشمل هذه المجالات العلوم الطبيعية والفيزيائية والهندسة والتكنولوجيا والعلوم الزراعية».  تمت تسميته على شرف الأخ ماري فيكتورين.

## الفائزون
2019 - سيلفان موينو
2018 - جيلبرت لابورت
2017 - يوشوا بنجيو
2016 - ماريو لوكلير
2015 - بيير ديمرز
2014 - كيه وو
2013 - جيمس ويست
2012 - لويس بيرناتشيز
2011 - سيرج باييت
2010 - أندريه دي باندراك
2009 - فيكتوريا كاسبي
2008 أندريه شاريت
2007 - إيف بيرجيرون
2006 - لورانس ميساك
2005 - بيير ليجيندر
2004 - غراهام بيل
2003 - لويس تيلفر
2002 - كلود هيلير مارسيل
2001 - روبرت برودوم
2000 - غيليس براسارد
1999 - جيل فونتين
1998 - أشوك فيجه
1997 - لويس ليجيندر
1996 - ستيفن هانسيان
1995 - جون جيه جوناس
1994 - رونالد ميلزاك
1993 - (لم يتم منحها)
1992 - تشارلز فيليب لوبلوند
1991 - ميرسيا ستيرياد
1990 - ليو يافي
1989 - جاك لوبلان
1988 - جيرمان بريسون
1987 - بيير ديسلونجشان
1986 ستانلي ماسون
1985 - أندريه باربو
1984 - وليام هنري جوفين
1983 - بيير دانسيرو
1982 - كميل ساندورفي
1981 - رينيه بوميرلو
1980 - كلود فورتييه
1979 - أرماند فرابير
1978 - برنارد بيلو
1977 - جاك جينست